# Rafael de Ureña y Smenjaud
Rafael de Ureña y Smenjaud (Valladolid, 3 de febrer de 1852 - Madrid, 20 de maig de 1930) va ser un jurista espanyol, acadèmic de la Reial Acadèmia de la Història i de la Reial Acadèmia de Ciències Morals i Polítiques.

## Biografia
En 1871 es llicencià en dret civil i canònic i en 1874 en dret administratiu per la Universitat de Valladolid. En 1874 fou dirigent de la Joventut Republicana de Valladolid amb José Estrañi y Grau, amb qui fundà El Federal Castellano.
En 1878 és nomenat catedràtic de dret polític i administratiu de la Universitat d'Oviedo. En 1882 és catedràtic de la Universitat de Granada i el 1886 ho és de literatura jurídica a la Universitat Central de Madrid, que serà el seu principal camp d'investigació. En 1887 va defensar sense èxit el seu amic Estrañi davant el Tribunal Suprem, i el 1888 fou nomenat professor de la Reial Acadèmia de Jurisprudència i Legislació. En 1899 fou nomenat president de la mesa de la secció de Ciències Històriques de l'Ateneo de Madrid, on va donar classes d'història jurídica espanyola. El 1903 va participar en l'assemblea fundacional d'Unió Republicana amb Manuel Ruiz Zorrilla, partit amb el qual fou candidat a regidor pel districte d'Hospicio (Madrid) a les eleccions municipals d'aquell any. El 1906 fou elegit acadèmia de la Reial Acadèmia de la Història i el 1911 de la Reial Acadèmia de Ciències Morals i Polítiques.
El 1909 fou nomenat degà de la Facultat de Dret d'aquesta universitat, i el 1921 vicerector de la Universitat Central de Madrid. Aquest mateix any va rebre la gran creu de l'Orde d'Alfons XII. El 1929 fou membre de la Junta Constructora de la Ciutat Universitària de Madrid.

## Obres
- Programa de disciplina general de la Iglesia y particular de la de España. Curso de 1882 a 1883. Granada, Imprenta de López Guevara, 1883. 70 p.
- La legislación gótico-hispana. (Leges antiquiores. Liber Iudiciorum.) Estudio crítico. Madrid, Establecimiento tipográfico de Idamor Moreno, 1905. [4]+588 pp., 12 h. de láms.
- Fuero de Usagre, siglo XIII; anotado con las variantes del de Cáceres y seguido de varios Apéndices y un Glosario. Publicat per Rafael de Ureña y Smenjaud i Adolfo Bonilla y San Martin. Madrid, Hijos de Reus (Biblioteca jurídica española anterior al siglo XIX, i), 1907. xvi, 324 p., 2 láms.
- Fuero de Cuenca: Formas primitiva y sistemática. Texto latino, texto castellano y adaptación del fuero de Iznatoraf. Edición crítica, con introducción, notas y apéndice... Madrid, Tipografía de Archivos, 1935. 2 p. l., [7]-8, clxxii, 868 pp., 3l. h de lám.